# Ernst Kleber
Ernst Kleber (* 29. Januar 1825 in Obercunnersdorf; † 9. September 1884 ebenda) war ein deutscher konservativer Politiker.
Klebers Vater Carl Gottlieb war Gutsbesitzer und Gemeindevorstand in Obercunnersdorf. Er bekleidete das Amt des Amtslandrichters seines Heimatdorfs. Von 1881 bis zu seinem Tod vertrat er den 15. ländlichen Wahlkreis in der II. Kammer des Sächsischen Landtags.